# Bouzais
Bouzais ist eine französische Gemeinde mit 285 Einwohnern (Stand: 1. Januar 2022) im Département Cher in der Region Centre-Val de Loire. Sie gehört zum Arrondissement Saint-Amand-Montrond und zum gleichnamigen Kanton.
Sie grenzt im Norden an Orval, im Nordosten an Saint-Amand-Montrond, im Südosten und im Süden an Saint-Georges-de-Poisieux, im Südwesten an Arcomps und im Nordwesten an Orcenais. 

## Bevölkerungsentwicklung

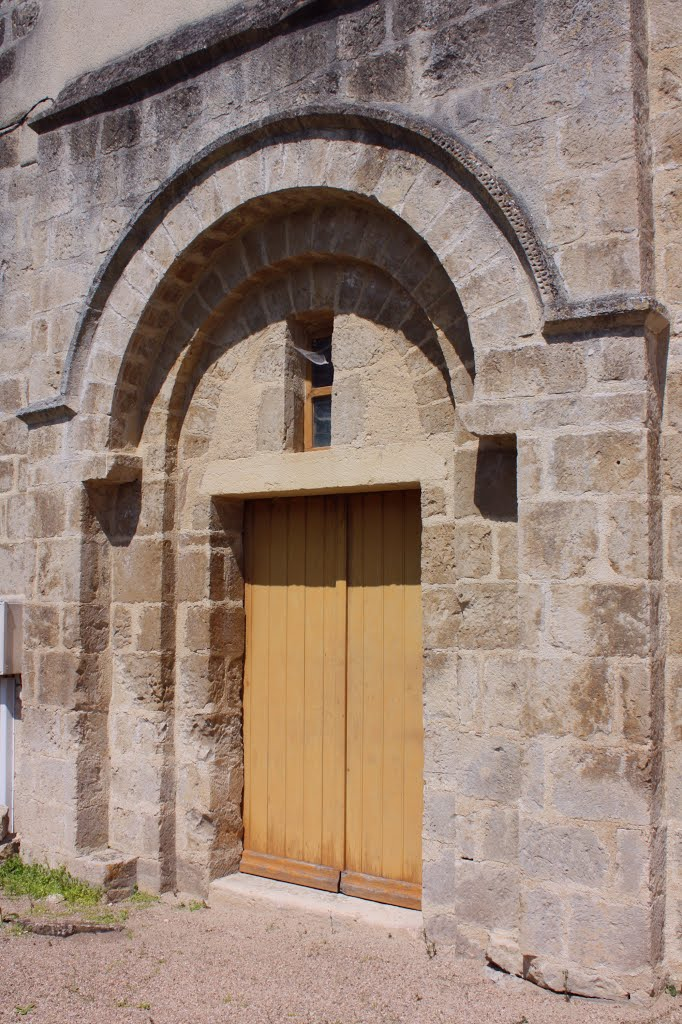
Portal der Kirche Saint-Roch

| Jahr      | 1962 | 1968 | 1975 | 1982 | 1990 | 1999 | 2008 | 2015 |
| --------- | ---- | ---- | ---- | ---- | ---- | ---- | ---- | ---- |
| Einwohner | 207  | 287  | 189  | 227  | 242  | 254  | 271  | 322  |